# محمد کرام الدینی
محمد کرام‌الدینی معلم، پژوهشگر، نویسنده و مترجم ایرانی، بنیان‌گذار المپیاد زیست‌شناسی ایران، نویسندهٔ کتاب‌های درسی زیست‌شناسی ایران، نویسنده و مترجم ده‌ها کتاب در زمینهٔ علم و آموزش علم است. 

او معلم نمونهٔ کشور (۱۳۷۰)، برنده‌ٔ جایزه‌ٔ چراغ به خاطر یک عمر ترویج علم (۱۴۰۲)، عضو هیئت ژوری المپیاد جهانی زیست‌شناسی در ۲۱ کشور و مؤلف یا مترجم چهار دوره کتاب سال کشور (۱۳۸۵، ۱۳۸۹، ۱۳۹۰ و ۱۳۹۶) بوده است. او هم‌چنین به مدت هجده سال (۱۴۰۱-۱۳۸۳) سردبیر نشریه‌ی علمی-آموزشی رشد آموزش زیست‌شناسی  بوده است.

## زندگی و فعالیت‌های حرفه‌ای
محمد کرام الدینی فعالیت‌های حرفه‌ای خود را در سال ۱۳۵۴ به عنوان معلم زیست‌شناسی آغاز کرد و در مدارس روستاها و شهرهای مختلف کشور و نیز در خارج از کشور به تدریس زیست‌شناسی پرداخت و هم‌زمان کار روزنامه‌نگاری علمی را که از نوجوانی شروع کرده بود، ادامه داد. در سال ۱۳۷۱ فعالیت خود را به عنوان کارشناس در دفتر برنامه‌ریزی و تألیف کتب درسی، سازمان پژوهش و برنامه‌ریزی آموزشی وزارت آموزش و پرورش شروع کرد و در سال ۱۳۸۵ از این سازمان بازنشسته شد. او از آن زمان تاکنون به تدریس و نیز تألیف و ترجمه‌ی کتاب‌هایی در زمینه‌ی ترویج علم و نیز ادبیات پرداخته است. 
محمد کرام‌الدینی هم‌چنین مؤسس المپیاد زیست‌شناسی ایران و نخستین رییس آن بوده و تاکنون عضو هیئت داوران بین‌المللی المپیاد جهانی زیست‌شناسی در ۲۱ کشور بوده است: (سوئد/ اوپسالا -۱۹۹۹،
ترکیه/ آنتالیا -۲۰۰۰،
بلژیک/ بروکسل -۲۰۰۱،
لتونی/ ریگا-یورمالا -۲۰۰۲،
بلاروس/ مینسک -۲۰۰۳،
استرالیا/ بریزبن -۲۰۰۴،
چین/ پکن -۲۰۰۵،
آرژانتین/ ریوکوارتو -۲۰۰۶،
کانادا/ ساسکاتون -۲۰۰۷،
هندوستان/ مومبای -۲۰۰۸،
کرهٔ جنوبی/ چنگوون -۲۰۱۰،
سوئیس/ برن -۲۰۱۳،
اندونزی/ بالی -۲۰۱۴،
دانمارک/ آرهوس -۲۰۱۵،
ویتنام/ هانوی -۲۰۱۶،
ایران/ تهران -۲۰۱۸،
ارمنستان/ ایروان -۲۰۲۲،
امارات متحد عربی/ العین – ۲۰۲۳، قزاقستان/ آستانه ۲۰۲۴ و فیلیپین/ کزون ۲۰۲۵).

## نوشته‌ها

### کتاب‌های تألیفی
۱. مجموعه مقالات، ره‌آورد، ۱۳۷۲
۲. آشنایی با مبانی زیست‌شناسی(کار مشترک)، انتشارات علوی، ۱۳۷۶
۳. زیست‌شناسی(کار گروهی)، انتشارات علوی، ۱۳۷۷
۴. فتوسنتز، انتشارات محراب قلم-۱۳۷۸ (اثر برگزیده سومین دوره جشنواره کتاب‌های آموزشی رشد - ۱۳۸۱)
۵. زیست‌شناسی گیاهی، انتشارات فاطمی ۱۳۷۹
۶. فرهنگ سخن، (دوره‌های ۸ جلدی، ۲ جلدی، تک جلدی بزرگ و جیبی) (کار گروهی) انتشارات علمی – ۱۳۸۱
۷. آشتی با علوم زیستی و بهداشت- جلد ۱، کتاب کار دانش آموز، مؤسسه آشتی با علوم،(کار گروهی) ۱۳۸۲
۸. آشتی با علوم زیستی و بهداشت- جلد ۲، کتاب کار دانش آموز، موسسه آشتی با علوم،(کار گروهی) ۱۳۸۲
۹. علوم زیستی و بهداشت، کتاب کار و فعالیت‌های تکمیلی دانش آموز، مؤسسه فرهنگی و انتشاراتی محراب قلم،(کار گروهی) ۱۳۸۲
۱۰. رفتارشناسی، انتشارات فاطمی ۱۳۹۰
۱۱. بوم شناسی، انتشارات فاطمی، ۱۳۹۱
۱۲. زیستن چون پروانه: درنگی در آموزش زیست‌شناسی، انتشارات خانه زیست شناسی، ۱۳۹۱
۱۳. دانستنی‌های جانوران ایران و جهان (۶جلد: بی‌مهره‌ها، ماهی‌ها، دوزیستان، خزندگان، پرندگان و پستانداران)، ویژهٔ کودکان و نوجوانان، انتشارات طلایی، ۱۳۹۵
۱۴. این نیز بگذرد، خاطرات کودکی، مرکز کرمان‌شناسی، زمستان ۱۴۰۰

### کتاب‌های ویرایشی
۱۵. بافت شناسی، انتشارات دانشگاه پیام نور ۱۳۷۷
۱۶. زیست‌شناسی گیاهی، انتشارات مدرسه ۱۳۷۹
۱۷. جانوران اطراف ما- انتشارات مدرسه – ۱۳۸۰
۱۸. دورهٔ دو جلدی زیست‌شناسی با رویکرد مولکولی: درسنامهٔ بین‌المللی، انتشارات فاطمی، ۱۳۸۹
۱۹. دورهٔ ۷ جلدی ثروت‌های طبیعی زمین، نشر افق
۲۰. تغییر گونه‌ها، انتشارات فاطمی، ۱۳۸۸
۲۱. علم تکامل و جامعه، انتشارات خانه زیست‌شناسی، ۱۳۸۸
۲۲. زیست‌شناسی سلولی مولکولی، انتشارات فاطمی، ۱۳۸۹
۲۳. فیزیولوژی جانوری(۲جلد)، انتشارات فاطمی، ۱۳۹۰
۲۴. گاندو تمساح ایران، نشر طلایی، ۱۳۹۵

### کتاب‌های ترجمه‌ای
۲۵. زیست‌شناسی (مجموعهٔ کمبریج) انتشارات مدرسه، ۱۳۸۲
۲۶. نمایش حیوانات(مجموعهٔ ۶ جلدی و تک جلدی، ویژهٔ کودکان) انتشارات افق، ۱۳۸۴
۲۷. گیاهان، انتشارات فنی ایران- ۱۳۸۴ (دارندهٔ عنوان کتاب سال ۱۳۸۵)
۲۸. زیست‌شناسی با رویکرد مولکولی(بی‌اس‌سی‌اس)(دو جلد)، (کار گروهی)، انتشارات فاطمی، ۱۳۸۹
۲۹. بوم‌شناسی، مجموعه دیسکاوری، انتشارات فاطمی، ۱۳۸۸(دارنده عنوان کتاب سال ۱۳۸۸)
۳۰. دائرةالمعارف اینترنتی نوجوانان، انتشارات محراب قلم (کار گروهی)، ۱۳۸۹
۳۱. دانشنامهٔ علوم کودکان و نوجوانان، انتشارات افق(کار گروهی)
۳۲. ۱۰۰۱ اختراع، ميراث مسلمانان در جهان ما (کار گروهی)، انتشارات طلایی، ۱۳۹۱
۳۳. ولگردها (رمان)، انتشارات نوشتار
۳۴. اطلس ماجراجویی اقیانوس‌ها، انتشارات هوپا (۱۴۰۳)
۳۵. رخنه در رمز داروین: مهندسی ژنتیک و آیندهٔ انسان، انتشارات فاطمی، ۱۴۰۰
۳۶. نژاد برتر: بازگشت علم نژادشناسی، انتشارات فاطمی (۱۴۰۱)
۳۷. مرز حیات (دربارهٔ چیستی زندگی)، انشارات فاطمی (۱۴۰۲)
۳۸. اسرار درخت‌ها، انتشارات طلایی (۱۴۰۱)
۳۹. انگل نابه‌کار، انتشارات محراب قلم (۱۴۰۱)
۴۰. باکتری‌ بدجنس، انتشارات محراب قلم (۱۴۰۱)
۴۱. قارج ناقلا، انتشارات محراب قلم (۱۴۰۱)
۴۲. ویروس وحشی، انتشارات محراب قلم (۱۴۰۱)
۴۳. شکافی در آفرینش، انشارات گودو، (۱۴۰۳)

### کتاب‌های درسی (کار گروهی)
۴۴. علوم تجربی پایهٔ پنجم ابتدایی
۴۵. علوم زیستی و بهداشت سال اول دبیرستان-۱۳۷۸ و ۱۳۷۶
۴۶. زیست‌شناسی و آزمایشگاه (۱) سال دوم رشتهٔ علوم تجربی-۱۳۷۹
۴۷. کتاب معلم زیست‌شناسی و آزمایشگاه (۱)، ۱۳۸۱
۴۸. کتاب معلم علوم زیستی و بهداشت-۱۳۷۸
۴۹. آموزش بهداشت باروری پیوست کتاب علوم تجربی سال سوم راهنمایی ۱۳۸۰
۵۰. علوم تجربی- سال سوم راهنمایی-۱۳۸۰
۵۱. زیست‌شناسی و آزمایشگاه (۲)، سال سوم رشتهٔ علوم تجربی-۱۳۸۰
۵۲. کتاب معلم زیست‌شناسی و آزمایشگاه (۲)، ۱۳۸۲
۵۳. زیست‌شناسی پیش دانشگاهی، دورهٔ پیش دانشگاهی، ۱۳۸۱
۵۴. پیشگیری از ایدز، پیوست علوم زیستی و بهداشت سال اول دبیرستان، ۱۳۸۲
۵۵. زیست‌شناسی (۱)، پایهٔ دهم متوسطهٔ دوم (۱۳۹۵)

### گردآوری، ترجمه، نظارت و هماهنگی تولید کتاب
۵۶. المپیاد زیست‌شناسی، موسسه فرهنگی و انتشاراتی محراب قلم، ۱۳۸۳
۵۷. فرهنگنامهٔ حیات وحش ایران (مهره‌داران)، انتشارات طلایی، ۱۳۸۸

## افتخارات
۱. دارندهٔ رتبهٔ اول کاریکاتوریست‌های آماتور کشور (۱۳۵۰)

۲. دارندهٔ رتبهٔ معلم نمونهٔ کشور، (۱۳۷۰)

۳. کارشناس نمونهٔ سازمان پژوهش و برنامه‌ریزی آموزشی وزارت آموزش و پرورش، (۱۳۸۱)

۴. کارشناس نمونهٔ دفتر برنامه‌ریزی و تألیف کتاب‌های درسی، (۱۳۸۲)

۵. دارندهٔ عنوان مؤلف بهترین کتاب آموزشی (کتاب فتوسنتز، انتشارات محراب قلم)، (۱۳۸۱)

۶. دارندهٔ عنوان مترجم کتاب سال ۱۳۸۵ (کتاب گیاهان، از مجموعه‌ی علم چیست برای نوجوانان، انتشارات فنی ایران)، (۱۳۸۵)

۷. دارندهٔ عنوان ناظر شایسته در تألیف کتاب (فرهنگنامه‌ی حیات وحش ایران: مهره‌داران، انتشارات طلایی)، (۱۳۹۰)

۸. دارندهٔ عنوان مترجم کتاب سال ۱۳۸۸ ( بوم‌شناسی از مجموعه‌ی کتاب‌های مفاهیم پایه در علوم تجربی، انتشارات فاطمی)، (۱۳۸۸)

۹. دارندهٔ عنوان بهترین مترجم کتاب‌های آموزشی از سوی نهمین جشنوارهٔ کتاب‌های آموزشی رشد (کتاب زیست‌شناسی با رویکرد مولکولی، انتشارات فاطمی)، (۱۳۹۰)

۱۰. دارندهٔ عنوان سردبیر موفق مجلات علمی آموزشی رشد، (۱۳۸۹)

۱۱. دارندهٔ عنوان مؤلف پیش‌کسوت شایستهٔ کتاب‌های درسی، (۱۳۸۹)

۱۲. دارندهٔ عنوان کارشناس شایستهٔ بنیاد ملی نخبگان، (۱۳۹۰)

۱۳. مترجم تقدیر شده از سوی بیست و یکمین جشنوارهٔ کتاب‌های برتر دانشگاهی (کتاب زیست‌شناسی با رویکرد مولکولی، انتشارات فاطمی)، (۱۳۹۱)

۱۴. مترجم تقدیر شدهٔ بهترین کتاب مرجع (میراث مسلمانان در جهان ما، انتشارات طلایی)، (افتخار مشترک)، (۱۳۹۲)

۱۵. مؤلف تقدیرشده در یازدهمین همایش تجلیل از مؤلفان و پدیدآورندگان مواد و رسانه‌های آموزشی، (۱۳۹۵)

۱۶. مؤلف کتاب برتر نهمین دوره جشنوارهٔ کتاب‌های برتر کودکان و نوجوانان (مجموعهٔ ۶جلدی دانستنی‌های جانوران ایران و جهان)، (۱۳۹۶)

۱۷. مؤلف تقدیرشده در پانزدهمین جشنوارهٔ کتاب‌های آموزشی رشد (مجموعهٔ ۶جلدی دانستنی‌های جانوران ایران و جهان)، (۱۳۹۶)

۱۸. مؤلف تقدیر شدهٔ سی و پنجمین دورهٔ کتاب سال (مجموعهٔ ۶جلدی دانستنی‌های جانوران ایران و جهان)، (۱۳۹۶)

۱۹. دارندهٔ شش نشان چهارستاره از شورای کتاب کودک، (۱۳۹۷)

۲۰. عضو تقدیرشدهٔ هیئت داوران بین‌المللی المپیاد جهانی زیست‌شناسی، (۱۴۰۲)

۲۱. برنده‌ی جایزه‌ی چراغ به خاطر یک عمر ترویج علم (۱۴۰۲)

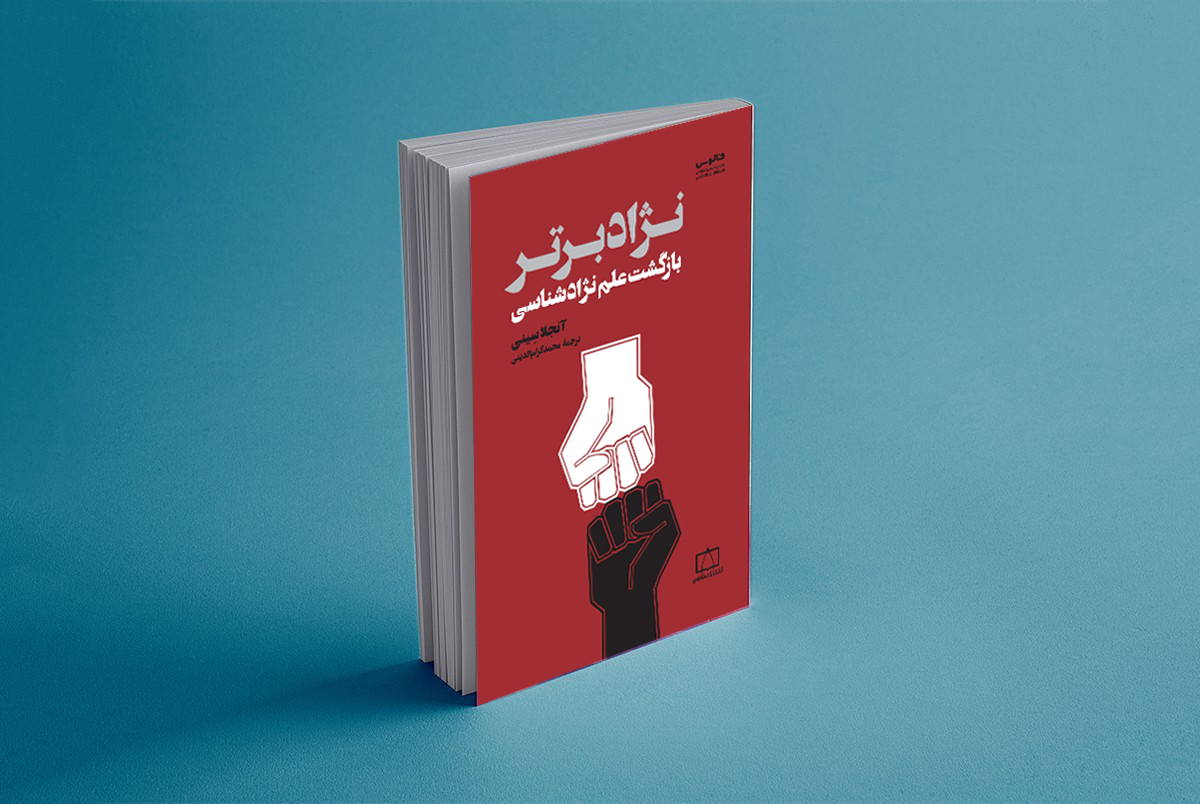
نژاد برتر: بازگشت علم نژادشناسی
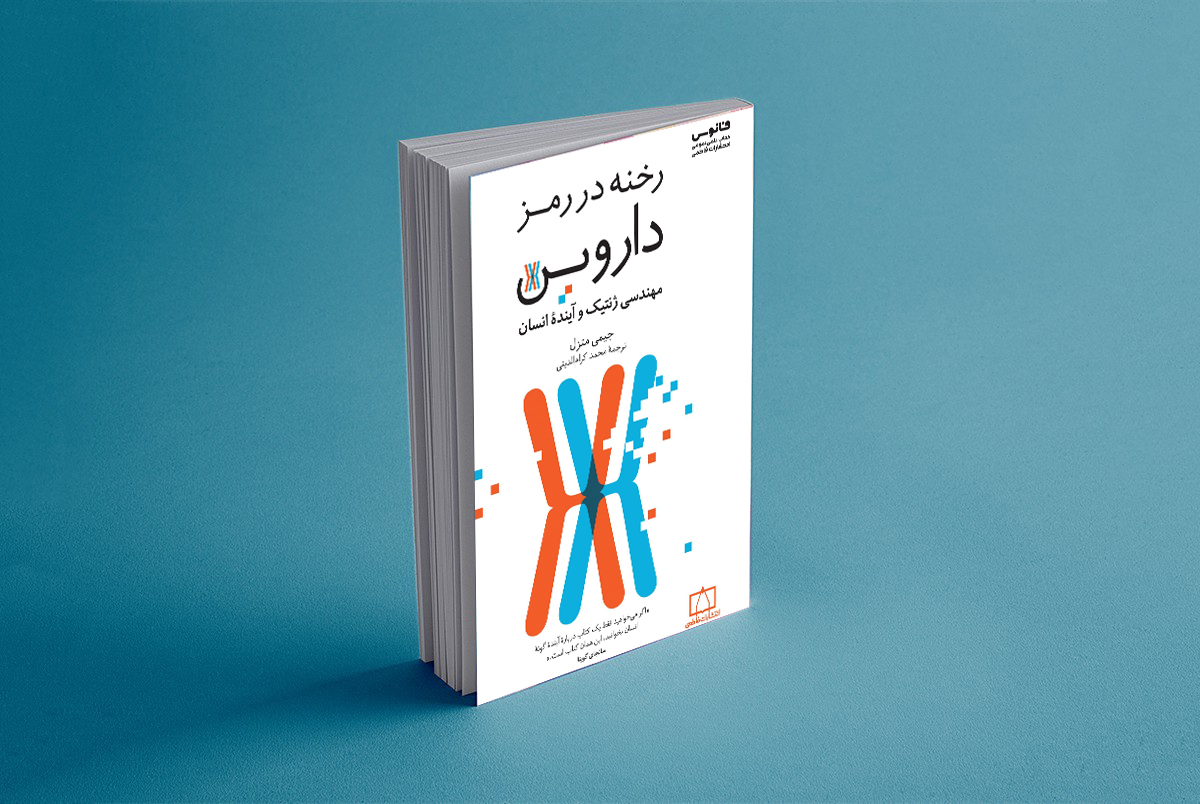
رخنه در رمز داروین: مهندسی ژنتیک و آینده‌ی انسان
این نیز بگذرد: خاطرات کودکی
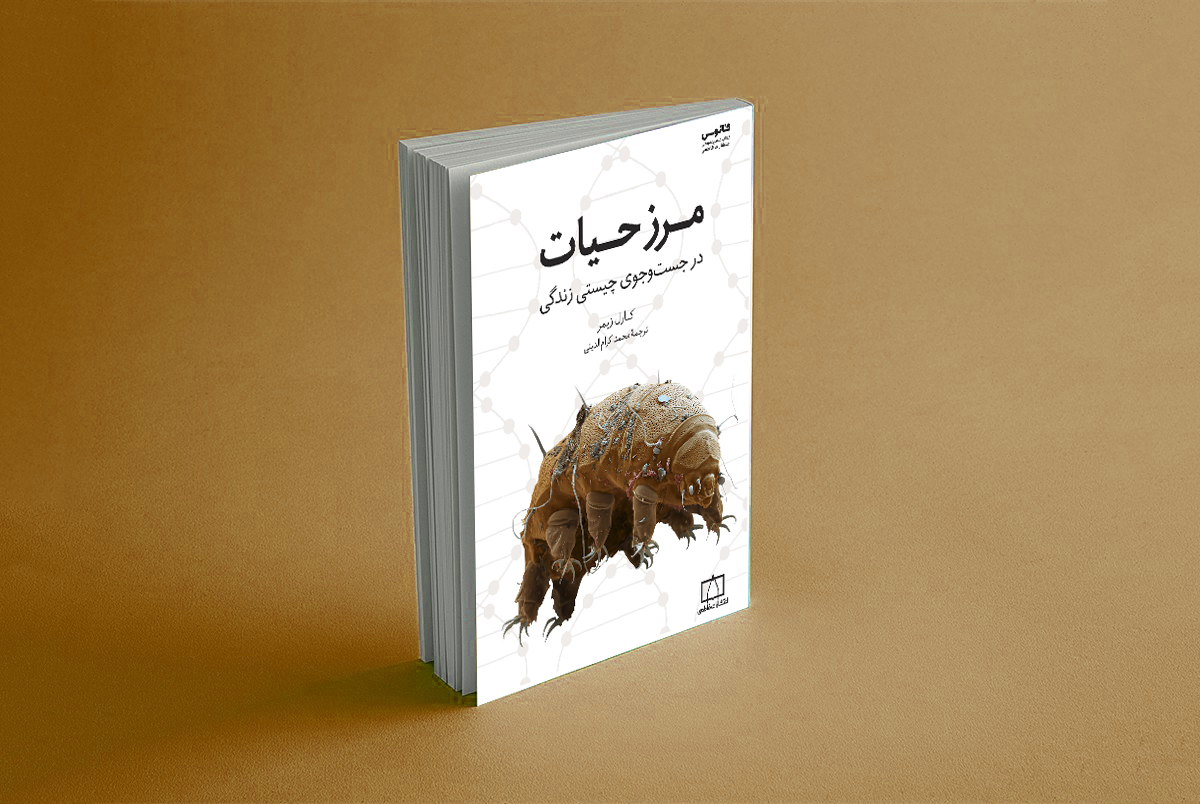
مرز حیات: در جست‌وجوی چیستی زندگی
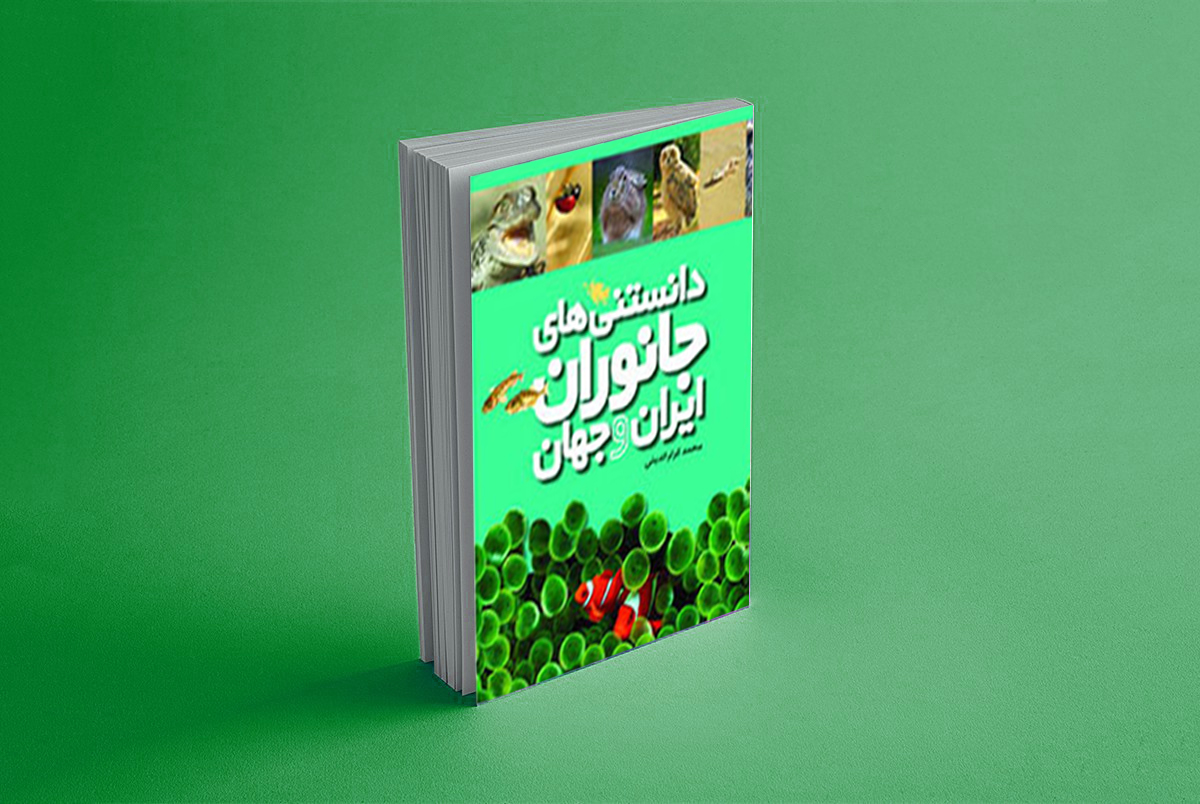
دوره ی شش جلدی دانستنی‌های جانوران ایران و جهان
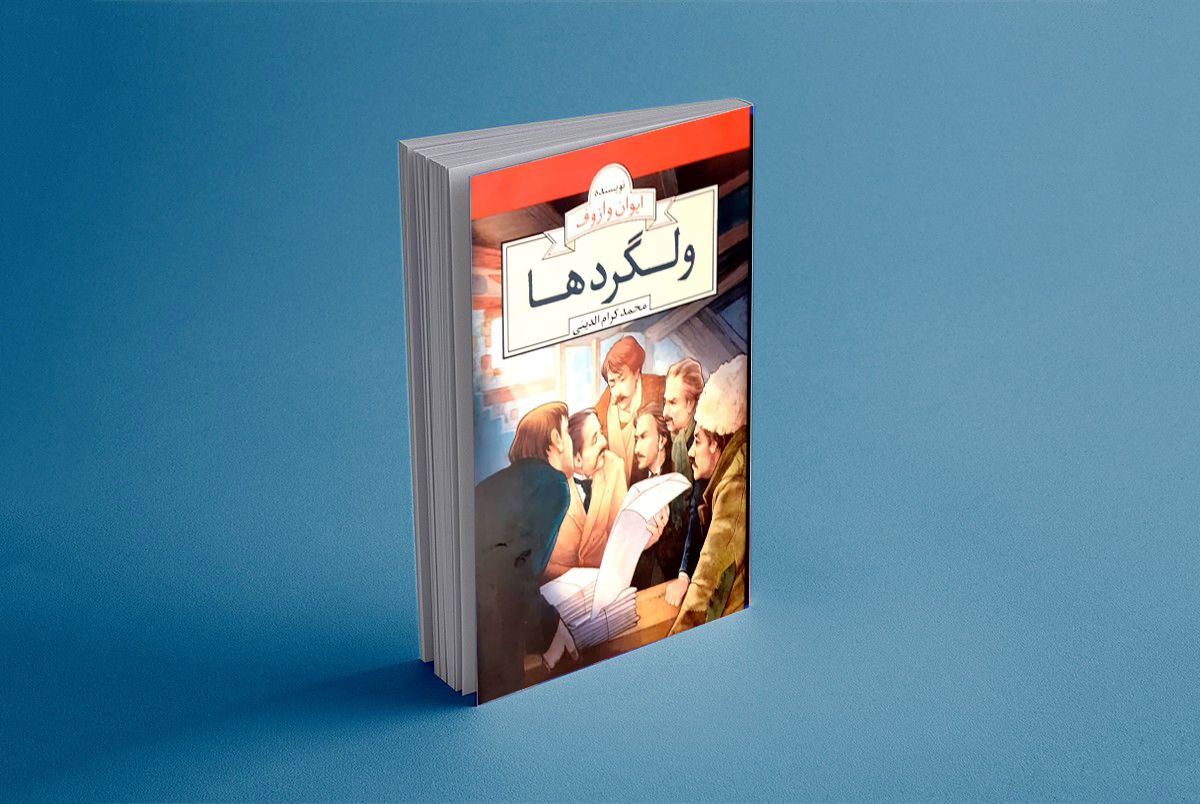
ولگردها: رمان
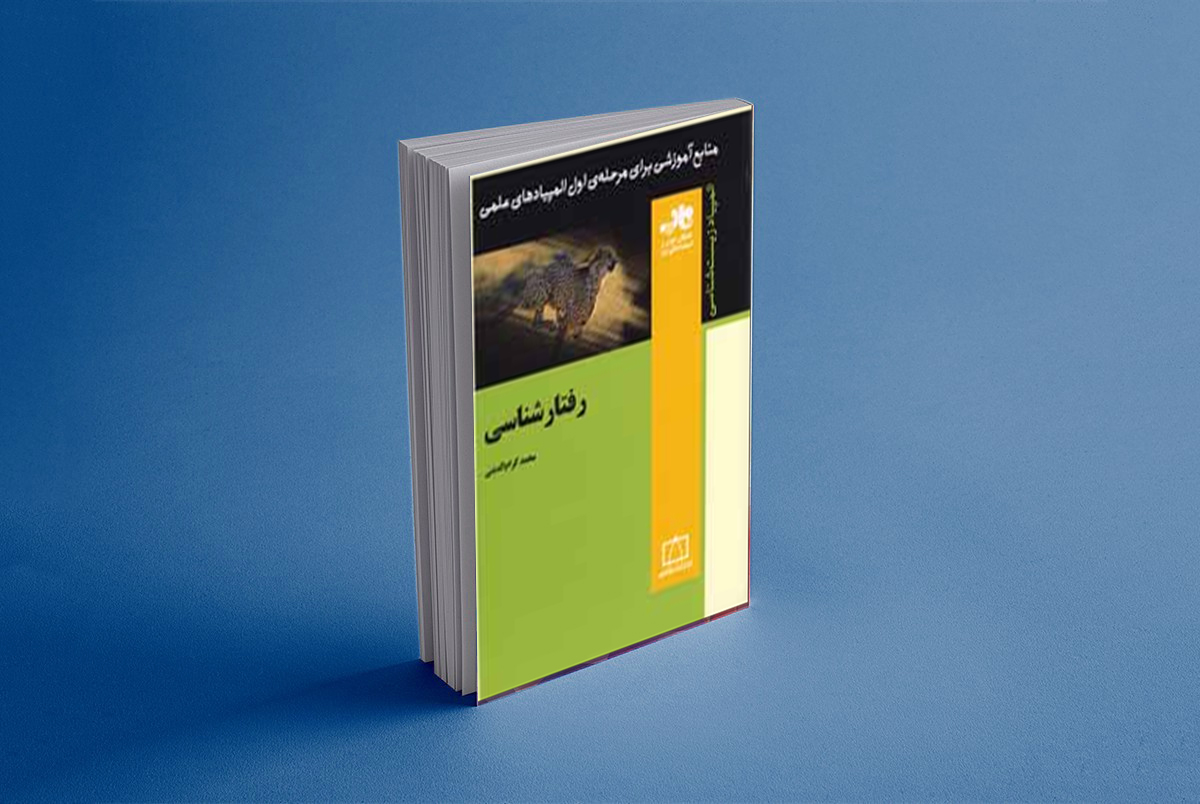
رفتارشناسی
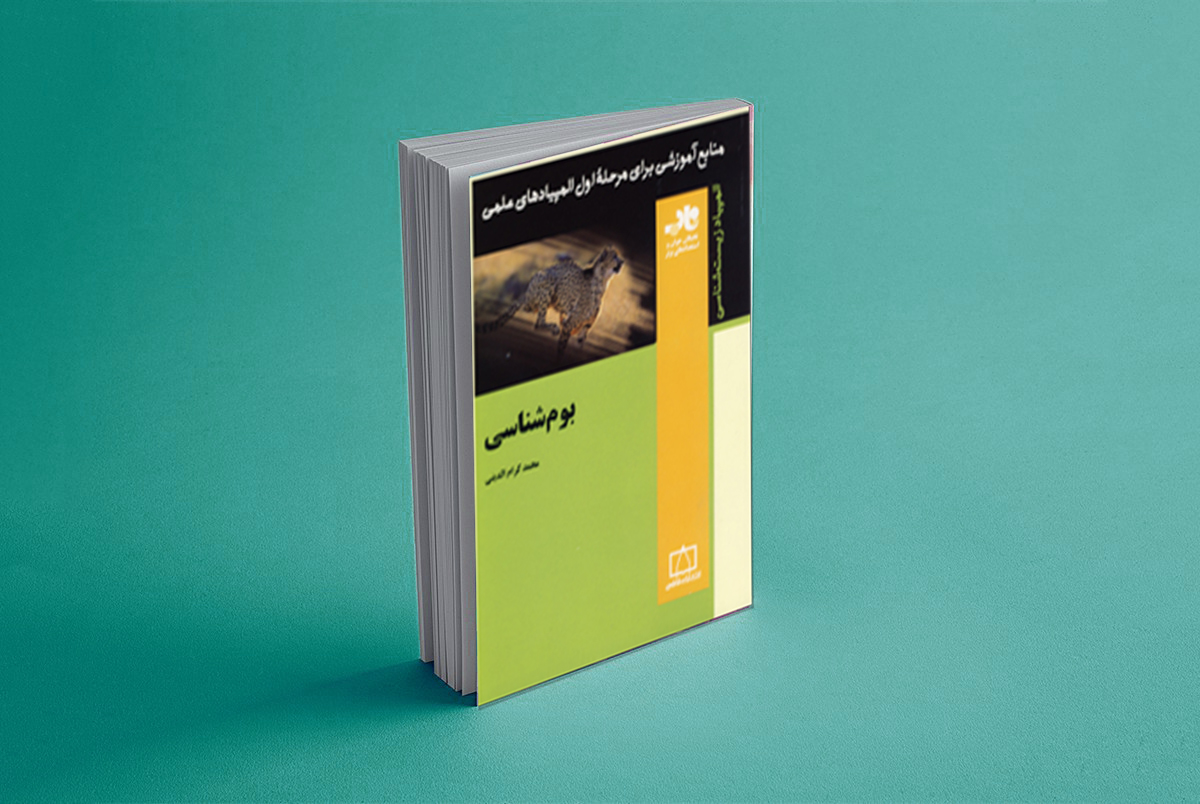
بوم‌شناسی
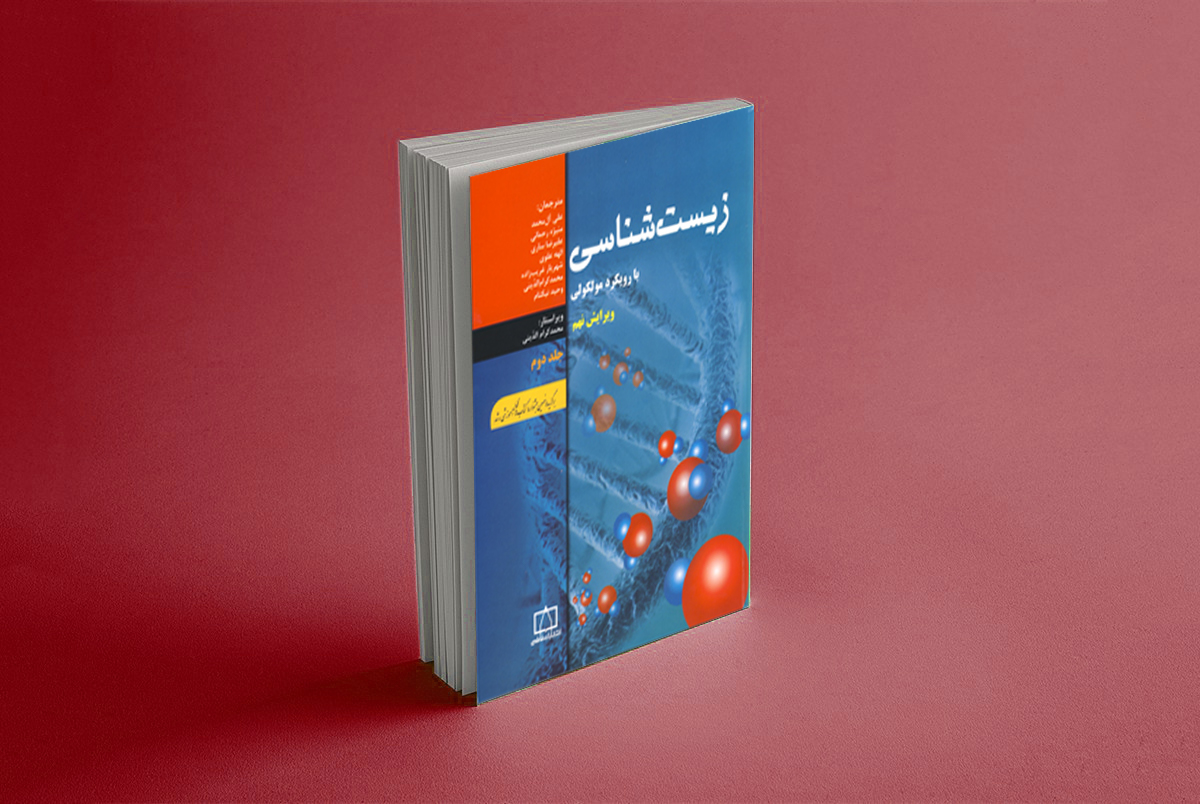
زیست‌شناسی با رویکرد مولکولی
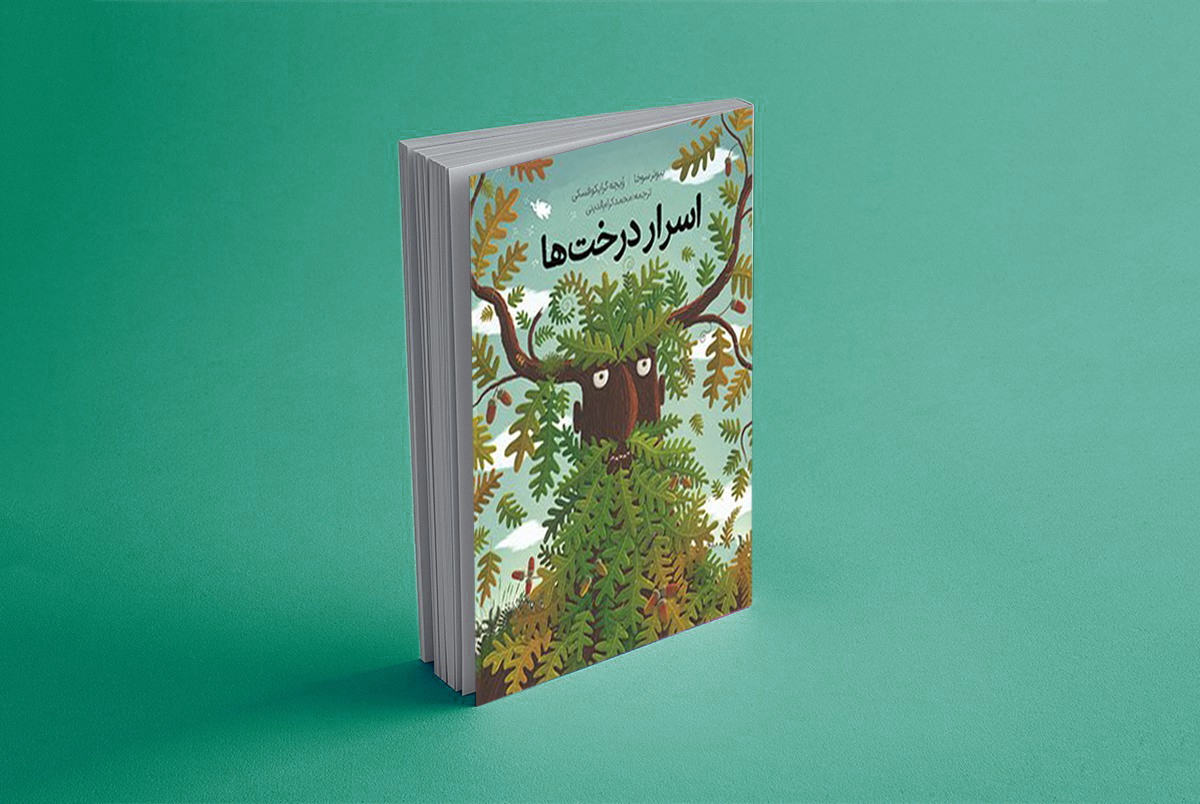
اسرار درخت‌ها
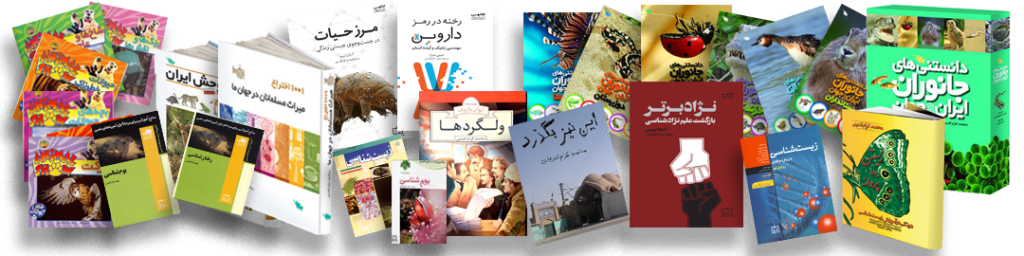